# 혀 내밀기
혀 내밀기는 혀를 밖으로 길게 내밀어 취하는 제스처이다. 흔히 '메롱'이라고 부른다.

## 도발의 의미
혀 내밀기는 장난스럽게 혀를 쭉 내밀어 나타낼 수 있고, 얼굴을 찌푸리면서 혀를 내밀면 도발의 의미가 될 수 있다. 대부분의 나라에서는 혀를 내미는 행동을 모욕적이거나, 무례하고 유치한 행동으로 받아들인다.
일부 상황에서는 도발의 의미 말고도 "역겹다"의 의미가 될 수 있다. 그러나 이것을 다른 사람에게 이유 없이 하면 모욕으로 인식될 수 있다.

## 티베트에서의 용례
티베트 지역에서는 사람들이 혀를 내미는 동작을 인사로 사용한다. 이 동작이 인사가 된 이유는 9세기에 티베트의 랑다르마라는 폭군이 있었는데, 이 왕이 검은색 혀를 가지고 있었다고 한다. 이후 티베트에서 불교가 자리 잡게 되고, 환생을 믿게 되었는데 이 검은 혀를 가진 왕이 환생한 사람은 똑같이 검은 혀를 가지고 있을 것이라고 믿어 두려워하였으나, 서로 처음 만났을 때 혀를 내밀어 자신이 랑다르마의 환생이 아님을 증명하게 되었고, 이것이 지금까지 내려와 인사하는 것의 유래가 되었다고 한다.

## 같이 보기
- 혀